# Synagoge (Bierutów)
Koordinaten: 51° 7′ 30″ N, 17° 32′ 35″ O

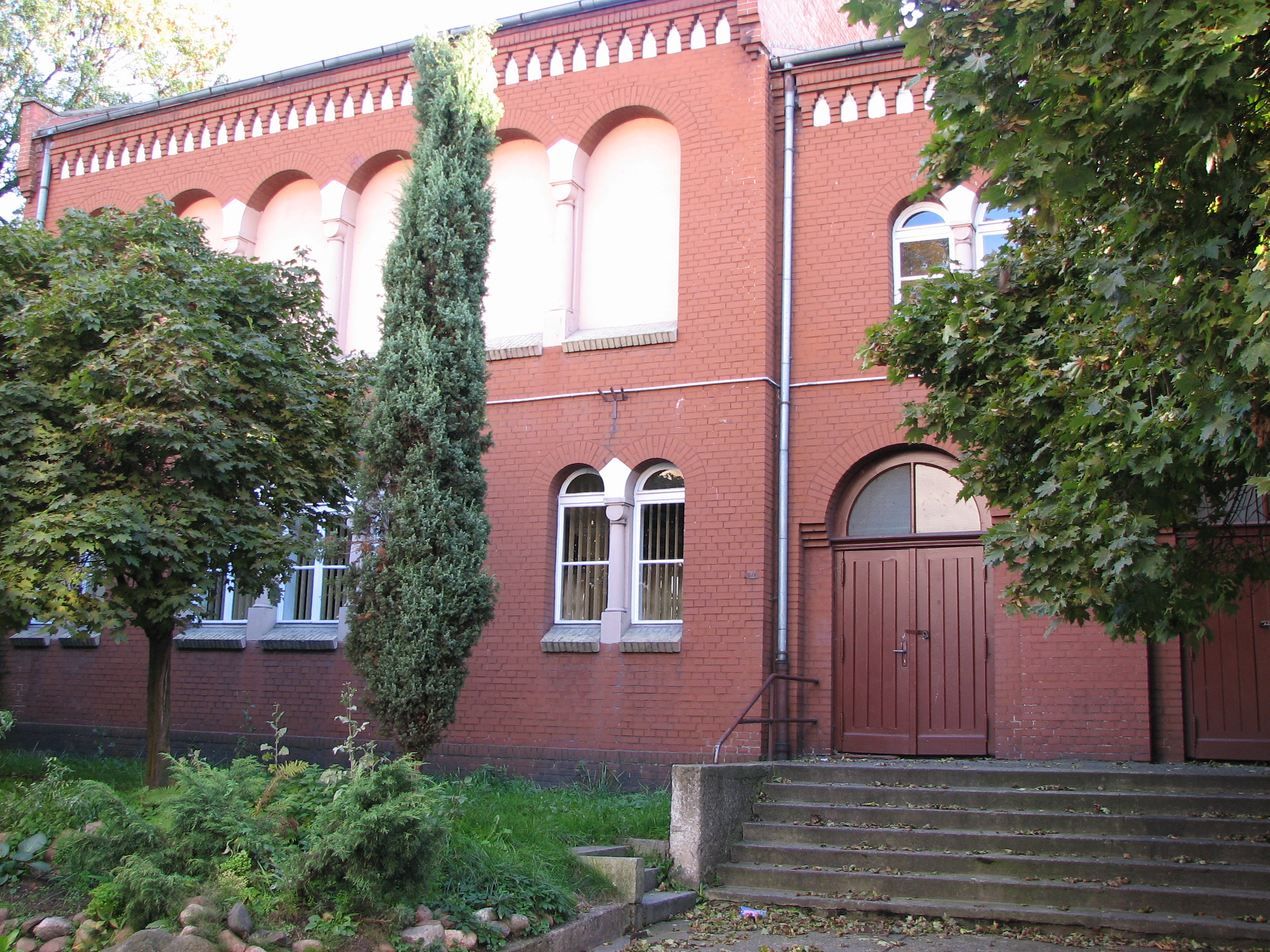
Synagoge in Bierutów

Die Synagoge in Bierutów (deutsch Bernstadt an der Weide), einer polnischen Stadt in der Woiwodschaft Niederschlesien, wurde 1809 errichtet. Die profanierte Synagoge befindet sich an der ul. 1 Maja 9.
Nachdem durch einen Brand im Jahr 1808 die alte Synagoge vernichtet worden war, errichtete man an gleicher Stelle einen Neubau, der 1809 eingeweiht wurde.  
Das renovierte Synagogengebäude wird heute als Fitness-Center genutzt.  